# EA-2192
EA-2192は、化学兵器として開発された有機リン化合物。V剤に分類される神経剤の一種である。外見は白色固体であり、水に非常に溶けやすい。